# LuK
LuK (LuK GmbH & Co. oHG) är en tysk underleverantör till fordonsindustrin. LuK grundades 1965 av Wilhelm och Georg Schaeffler (Schaeffler Gruppe). Företaget har 9 700 anställda (2007).